# Anthophora turcomanica
Anthophora turcomanica är en biart som beskrevs av Morawitz 1888. Anthophora turcomanica ingår i släktet pälsbin, och familjen långtungebin. Inga underarter finns listade i Catalogue of Life.